# Cahiers pour l'Analyse
Cahiers pour l'Analyse foi uma revista publicada em Paris na década de 1960. Dez edições apareceram entre os anos de 1966 e de 1969. Foi "guiado pelos exemplos de Georges Canguilhem, Jacques Lacan e Louis Althusser".
Editada por um pequeno grupo de alunos de Althusser na Ecole Normale Supérieure, a revista surgiu durante aqueles que foram – sem dúvida – os anos mais férteis e produtivos da filosofia francesa durante o século XX.

## Contribuintes
- Louis Althusser
- Gaston Bachelard
- Alain Badiou
- Jacques Bouveresse
- Georges Canguilhem
- Jacques Derrida
- Georges Dumézil
- Michel Foucault
- Kurt Gödel
- André Green
- Martial Gueroult
- Thomas Herbert a.k.a. Michel Pêcheux
- Luce Irigaray
- Jacques Lacan
- Serge Leclaire
- Claude Lévi-Strauss
- Jacques-Alain Miller
- Judith Miller
- Jean-Claude Milner
- François Regnault
- Bertrand Russell
- Daniel Paul Schreber